# Heidenreichstein
Heidenreichstein là một thị trấn ở huyện Gmünd thuộc bang Niederösterreich nước Áo. Đô thị Heidenreichstein có diện tích 58,41 km², dân số năm 2001 là 4565 người.